# Кондеєшть (Яломіца)
Кондеєшть, Кондеєшті (рум. Condeești) — село у повіті Яломіца в Румунії. Входить до складу комуни Беркенешть.
Село розташоване на відстані 51 км на північний схід від Бухареста, 53 км на захід від Слобозії, 137 км на південний захід від Галаца, 142 км на південний схід від Брашова.

## Населення
За даними перепису населення 2002 року у селі проживали 1938 осіб.
Національний склад населення села:
| Національність | Кількість осіб | Відсоток |
| -------------- | -------------- | -------- |
| румуни         | 1525           | 78,7%    |
| цигани         | 411            | 21,2%    |

Рідною мовою назвали:
| Мова      | Кількість осіб | Відсоток |
| --------- | -------------- | -------- |
| румунська | 1576           | 81,3%    |
| циганська | 360            | 18,6%    |